# 劳莫乔
劳莫乔，是匈牙利佐洛州所辖的一个村，总面积2.73平方公里，总人口46，人口密度16.8人/平方公里（2010年1月1日）。